# Grigori Stern
Grigori Mikhailovich Stern (em russo:  Григорий Михайлович Штерн, transl. Grigoriy Mikhaylovich Shtern, 24 de julho (no calendário juliano, 6 de agosto) de 1900 - 28 de outubro de 1941) foi um oficial soviético no Exército Vermelho, e conselheiro militar durante a Guerra Civil Espanhola. Ele também serviu com distinção durante a Guerra de Fronteira Soviético-Japonesa e a Guerra de Inverno. As autoridades soviéticas o acusaram de traição e o fuzilaram durante o expurgo militar de Stalin em 1941. Ele seria reabilitado em 1954.

## Carreira
Stern nasceu em uma família judia em Smila, na província de Kiev, em 1900. Ele iniciou sua carreira militar como Comissário de uma brigada do Exército Vermelho, em 1919, no mesmo ano em que ingressou no Partido Bolchevique. Stern se formou na Academia Militar do Exército Vermelho em 1929, e trabalhou para o Comissariado do Povo para Assuntos Militares. Ele foi nomeado comandante da 7ª Divisão de Cavalaria em 1936, e depois serviu como conselheiro militar do Exército Republicano Espanhol durante a Guerra Civil Espanhola, entre janeiro de 1937 e abril de 1938.
Após voltar da Espanha, Stern tornou-se chefe de pessoal da Frente do Extremo Oriente, comandado por Vasili Bliukher, que logo seria executado durante o Grande Expurgo. Durante a Batalha do Lago Khasan, em julho e agosto de 1938, Stern recebeu o comando das operações após o contra-ataque inicial de Bliukher ter fracassado. Ele atacou as tropas japonesas na cordilheira disputada com forças numericamente superiores, e lentamente as empurrou de volta. A pressão do ataque soviético forçou os japoneses a um cessar-fogo no dia 11 de agosto, já que eles não poderiam manter a cordilheira sem ampliar o conflito. Em 31 de agosto, Stalin decidiu abolir a Frente do Extremo Oriente, pois achava que não "provara seu valor", e Stern recebeu o comando do novo 1º Exército do Estandarte Vermelho. Em 9 de fevereiro de 1939, ele foi promovido a Komandarm, segundo grau.
Depois que uma série de incidentes de fronteira, na primavera e no início do verão de 1939, se transformou nas Batalhas de Khalkhin Gol, no dia 5 de julho Stern recebeu o comando de um "grupo da frente", que coordenaria todas as forças soviéticas no Extremo Oriente. O grupo da frente supervisionou o 57º Corpo de Fuzileiros Especiais lutando em Halhin Gol, mas em 19 de julho o corpo foi convertido no 1º Grupo Soviético do Exército Mongol e recebeu independência operacional do comando de Stern, para que o futuro comandante da Segunda Guerra Mundial, Gueorgui Júkov, pudesse agir sem interferência de Stern e com ordens diretas do Estado Maior soviético. Segundo o historiador militar britânico Geoffrey Roberts, Stern desempenhou um papel central no planejamento do contra-ataque soviético em agosto, mas Júkov era seu principal organizador e executor. Stern recebeu o título de Herói da União Soviética em 29 de agosto de 1939, por sua "coragem e bravura no desempenho de deveres militares" em Khalkhin Gol.
Durante a Guerra de Inverno entre a Finlândia e a União Soviética, Stern tornou-se comandante do 8º Exército em 12 de dezembro de 1939. Após a Guerra de Inverno, o Exército Vermelho restaurou as forças militares tradicionais e Stern foi promovido a coronel-general em 5 de junho de 1940. Ele foi nomeado comandante da Frente do Extremo Oriente em 22 de junho de 1940.
Stern foi preso em 7 de junho de 1941, durante uma nova purga do Exército Vermelho, e "confessou" sob tortura que desde 1931 ele pertencia a uma conspiração trotskista dentro do Exército Vermelho, e que ele era um espião alemão. Ele foi executado sem julgamento em 28 de outubro. Stern foi reabilitado em agosto de 1954.